# Superior (miejscowość w Wisconsin)
Superior – miasto w Stanach Zjednoczonych, w stanie Wisconsin, w hrabstwie Douglas.